# 高知家庭裁判所
高知家庭裁判所（こうちかていさいばんしょ）は、高知県高知市にある日本の家庭裁判所の一つで、高知県を管轄している。略称は、高知家裁（こうちかさい）。須崎、安芸、中村（四万十市）に支部を置いている。
本庁は高知地方裁判所の本庁に、支部は高知地方裁判所の支部に併設されている。また、本庁・支部のいずれにも簡易裁判所が併設されている。

## 所在地
- 本庁：高知県高知市丸ノ内1丁目3-5　北緯33度33分33秒 東経133度31分46秒 / 北緯33.55917度 東経133.52944度
とさでん交通伊野線グランド通停留場から北へ徒歩3分
- 須崎支部：高知県須崎市鍛治町2-11　北緯33度23分29.7秒 東経133度17分18.4秒 / 北緯33.391583度 東経133.288444度
JR土讃線須崎駅から徒歩10分
- 安芸支部：高知県安芸市久世町9-25　北緯33度30分6.1秒 東経133度54分9.4秒 / 北緯33.501694度 東経133.902611度
土佐くろしお鉄道阿佐線安芸駅から徒歩10分
- 中村支部：高知県四万十市中村山手通54-1　北緯32度59分36.3秒 東経132度55分52秒 / 北緯32.993417度 東経132.93111度
土佐くろしお鉄道中村線, 宿毛線中村駅下車，高知西南交通大橋通二丁目バス停下車，高知県幡多総合庁舎から北へ100ｍ

## 管轄
- 本庁
  - 高知市、南国市、土佐市、香南市、香美市、長岡郡本山町、大豊町、土佐郡土佐町、大川村、吾川郡いの町、高岡郡日高村
- 安芸支部
  - 安芸市、室戸市、安芸郡東洋町、奈半利町、田野町、安田町、北川村、馬路村、芸西村
- 須崎支部
  - 須崎市、吾川郡仁淀川町、高岡郡中土佐町、佐川町、越知町、檮原町、津野町、四万十町
- 中村支部
  - 四万十市、宿毛市、土佐清水市、幡多郡大月町、三原村、黒潮町

※ただし、行政事件、各支部の合議事件、安芸・須崎の各支部の少年事件は本庁でそれぞれ取り扱う。

## 歴代所長
高知家庭裁判所の所長は高知地方裁判所の所長を兼任している。高知地方裁判所#歴代所長を参照。